# Marc Cintron
Marc Cintron (né le 12 novembre 1990 à Piscataway, États-Unis) est un footballeur portoricain jouant au poste d'attaquant.

## Biographie

### Carrière en club
Le 22 janvier 2013, Cintron est mis à l'essai par les Red Bulls de New York, sans succès puisqu'il revient à son club d'origine (Friars de Providence) dès le 12 février 2013.

### Équipe nationale
Cintron est international avec l'équipe de Porto Rico de football. Il compte trois sélections et marque un but contre l'Espagne à l'occasion d'un match amical disputé à Bayamón, le 15 août 2012.